# Голова Європейського парламенту
Голова́ Європе́йського парла́менту — чиновник, який здійснює контроль над дебатами та діями Європейського парламенту. Він/вона також представляє парламент як у межах Європейського Союзу, так і за його межами. Для набуття чинності більшості законів ЄС та бюджету співдружності потрібен підпис голови.
Голова обирається на термін у два з половиною роки. З 1952 до 2019 року було 30 голів, із них дванадцять було обрано після перших виборів до Європарламенту 1979 року. Двоє голів були жінками, більшість були з країн — старих членів Євросоюзу. З 18 січня 2022 року посаду обіймає Роберта Мецола.

## Список голів

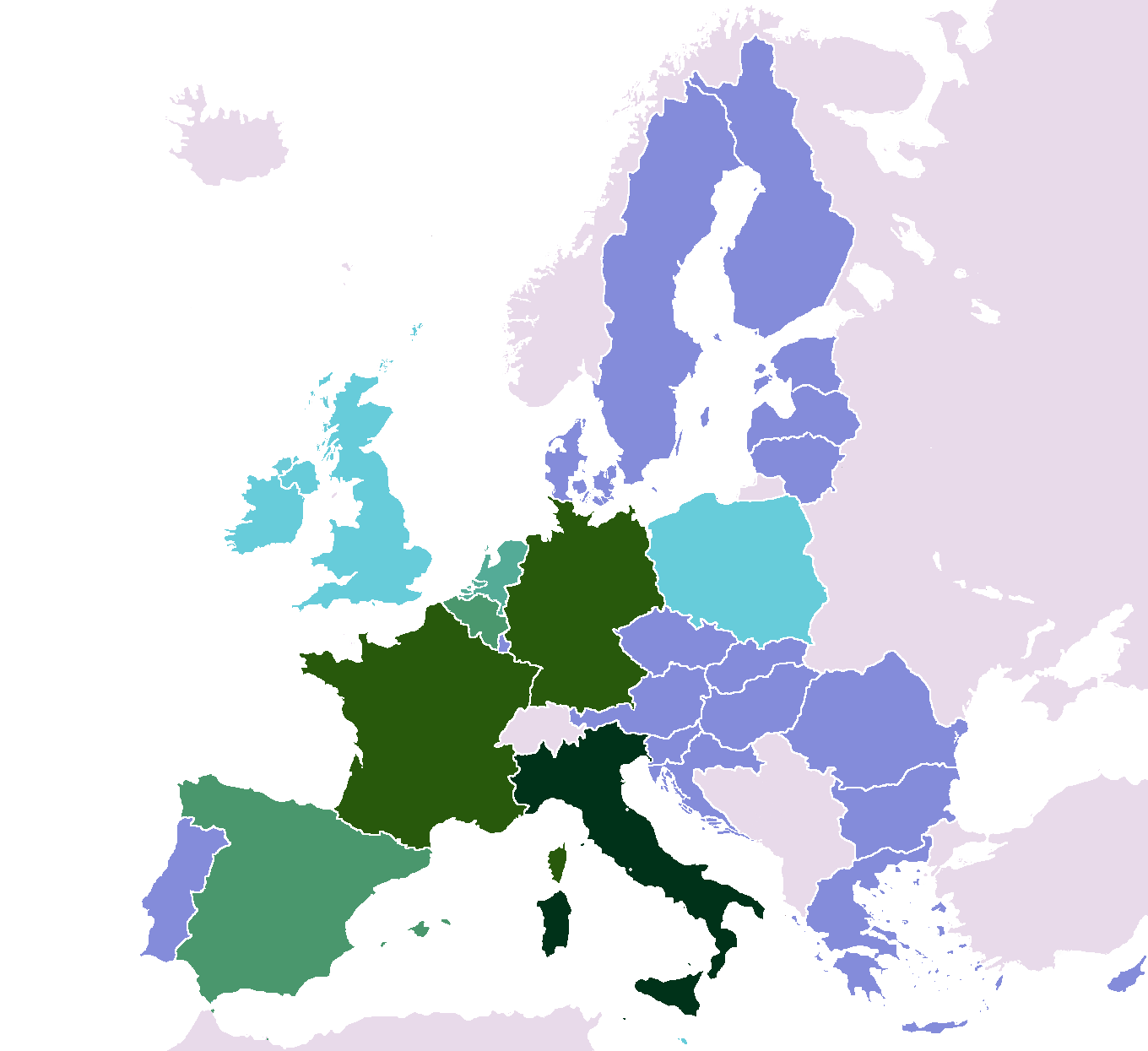
Представництво за країнами:

| Шість разів П’ять | Три Два | Один Жодного |

| На посаді                                      | На посаді                            | Ім'я                                 | Партія                               | Фракція                                                         | Країна                               |
| Голови Загальної асамблеї, 1952–1958           | Голови Загальної асамблеї, 1952–1958 | Голови Загальної асамблеї, 1952–1958 | Голови Загальної асамблеї, 1952–1958 | Голови Загальної асамблеї, 1952–1958                            | Голови Загальної асамблеї, 1952–1958 |
| ---------------------------------------------- | ------------------------------------ | ------------------------------------ | ------------------------------------ | --------------------------------------------------------------- | ------------------------------------ |
| 1952-1954                                      | 1952-1954                            | Поль-Анрі Спаак                      | BSP-PSB                              | SOC (Фракція соціалістів)                                       | Бельгія                              |
| 1954                                           | 1954                                 | Альчіде де Гаспері                   | DC                                   | CD (Християнсько-демократична фракція)                          | Італія                               |
| 1954-1956                                      | 1954-1956                            | Джузеппе Пелла                       | DC                                   | CD                                                              | Італія                               |
| 1956-1958                                      | 1956-1958                            | Ганс Фурлер                          | CDU                                  | CD                                                              | ФРН                                  |
| Голови Парламентської асамблеї, 1958-1962      |                                      |                                      |                                      |                                                                 |                                      |
| 1958-1960                                      | 1958-1960                            | Робер Шуман                          | MRP                                  | CD                                                              | Франція                              |
| 1960-1962                                      | 1960-1962                            | Ганс Фурлер                          | CDU                                  | CD                                                              | ФРН                                  |
| Голови парламенту, що призначається, 1962-1979 |                                      |                                      |                                      |                                                                 |                                      |
| 1962-1964                                      | 1962-1964                            | Гаетано Мартіно                      | PLI                                  | LIB (Фракція лібералів та союзників)                            | Італія                               |
| 1964-1965                                      | 1964-1965                            | Жан Дювьєсар                         | RW                                   | CD                                                              | Бельгія                              |
| 1965-1966                                      | 1965-1966                            | Віктор Леєманс                       | CVP                                  | CD                                                              | Бельгія                              |
| 1966-1969                                      | 1966-1969                            | Ален Поер                            | MRP                                  | CD                                                              | Франція                              |
| 1969-1971                                      | 1969-1971                            | Маріо Шельба                         | DC                                   | CD                                                              | Італія                               |
| 1971-1973                                      | 1971-1973                            | Вальтер Берендт                      | SPD                                  | SOC                                                             | ФРН                                  |
| 1973-1975                                      | 1973-1975                            | Корнеліс Беркхаувер                  | VVD                                  | LIB                                                             | Нідерланди                           |
| 1975-1977                                      | 1975-1977                            | Жорж Спеналє                         | SPD                                  | SOC                                                             | Франція                              |
| 1977-1979                                      | 1977-1979                            | Еміліо Коломбо                       | DC                                   | CD                                                              | Італія                               |
| Термін                                         | Голови виборного парламенту, з 1979  | Голови виборного парламенту, з 1979  | Голови виборного парламенту, з 1979  | Голови виборного парламенту, з 1979                             | Голови виборного парламенту, з 1979  |
| 1                                              | 1979-1982                            | Симона Вейль                         | UDF                                  | ELDR (Європейська партія ліберальних демократів і реформаторів) | Франція                              |
| 1                                              | 1982-1984                            | Піт Данкерт                          | PvdA                                 | PES (Партія європейських соціалістів)                           | Нідерланди                           |
| 2                                              | 1984-1987                            | П'єр Пфлімлен                        | UDF/RPR                              | EPP (Європейська народна партія)                                | Франція                              |
| 2                                              | 1987-1989                            | Чарльз Генрі Пламб                   | CP                                   | ED (Європейські демократи)                                      | Велика Британія                      |
| 3                                              | 1989-1992                            | Енріке Барон Креспо                  | PSOE                                 | PES                                                             | Іспанія                              |
| 3                                              | 1992-1994                            | Егон Клепш                           | CDU                                  | EPP                                                             | Німеччина                            |
| 4                                              | 1994-1997                            | Клаус Хенш                           | SPD                                  | PES                                                             | Німеччина                            |
| 4                                              | 1997-1999                            | Хосе Марія Хіль-Роблес               | PP                                   | EPP                                                             | Іспанія                              |
| 5                                              | 1999-2002                            | Ніколь Фонтен                        | UMP                                  | EPP-ED (Європейська народна партія — Європейські демократи)     | Франція                              |
| 5                                              | 2002-2004                            | Пет Кокс                             | Незалежний                           | ELDR                                                            | Ірландія                             |
| 6                                              | 2004-2007                            | Жозеп Боррель                        | PSOE                                 | PES                                                             | Іспанія                              |
| 6                                              | 2007-2009                            | Ганс-Герт Петтерінг                  | CDU                                  | EPP-ED                                                          | Німеччина                            |
| 7                                              | 2009-2012                            | Єжи Бузек                            | PO                                   | EPP                                                             | Польща                               |
| 7                                              | 2012-2014                            | Мартін Шульц                         | SDP                                  | S&D (Прогресивний альянс соціалістів і демократів)              | Німеччина                            |
| 8                                              | 2014-2017                            | Мартін Шульц                         | SDP                                  | S&D (Прогресивний альянс соціалістів і демократів)              | Німеччина                            |
| 8                                              | 2017-2019                            | Антоніо Таяні                        | FI                                   | EPP                                                             | Італія                               |
| 9                                              | 2019-2022                            | Давид Сассолі                        | PD                                   | S&D (Прогресивний альянс соціалістів і демократів)              | Італія                               |
| 9                                              | з 18 січня 2022                      | Роберта Мецола                       | PN                                   | EPP                                                             | Мальта                               |